# Pelourinho de Midões
O Pelourinho de Midões é um pelourinho situado na freguesia de Midões, no município de Tábua, distrito de Coimbra, em Portugal.
Está classificado como Imóvel de Interesse Público desde 1933.
Trata-se de um monumento quinhentista de granito, cujo fuste, formado por quatro toros separados por alvados lisos, é encimado por um capitel anelado. O conjunto é rematado por uma pinha espiralada terminada em florão.